# ルイス・アンド・クラーク級貨物弾薬補給艦
ルイス・アンド・クラーク級貨物弾薬補給艦（ルイス・アンド・クラークきゅうかもつだんやくほきゅうかん、英語: Lewis and Clark-class dry cargo ship）は、アメリカ海軍が運用する補給艦の艦級。
艦名はそれぞれアメリカにとっての新天地を開拓した人名からつけられた。探検家や宇宙飛行士の名と並んで、日本との開国交渉を行ったマシュー・ペリーの名が9番艦に命名されている。

## 来歴
アメリカ海軍では従来、マーズ級およびシリウス級などの戦闘給糧艦 (T-AFS) によって食料・補修部品・その他の生活物資の補給を、スリバチ級やキラウエア級などの給兵艦 (T-AE) によって武器・弾薬の補給を行っていた。しかし、冷戦の終結を受けて戦闘補給部隊は大幅に削減されていたうえ、残る艦も多くが老朽化が進んでいた。このことから、戦闘給糧艦と給兵艦を統合・合理化するとともにヘンリー・J・カイザー級給油艦 (T-AO) と組んで高速戦闘支援艦 (AOE) の代役も果たせるものとして計画されたのが、ルイス・アンド・クラーク級である。
計画名はACD(X) (auxiliary dry cargo ship) とされて1992年より計画され、1995年度計画からは省かれたが、一度は1996年度計画に盛り込まれた。キラウエア級とマーズ級の艦齢延伸計画（後に断念）が優先されたことから、1998年度から2003年度にかけての艦艇新造計画からは落とされたが、1999年度計画で再度復活し、2000年度計画より建造が開始された。

## 設計
上記の経緯よりルイス・アンド・クラーク級は食料・補修部品・生活物資・武器・弾薬の補給を行うほか、限定的に燃料の補給も考慮されている。
艦容はキラウェア級やマーズ級と類似しており、艦橋構造物が艦尾側に設けられ、前方に補給ステーション、後方にヘリコプター甲板が設定されている。
動力は統合電気推進方式で、推進機用電源及び船内機器用電源をFM/MAN B&W 9Lおよび8L 48/60ディーゼル発電機4基によって総発電量35.7メガワットを確保している。推進機はアルストム社製の推進電動機（11,262 bkW / 120 rpm）2基をタンデムに配置し、固定ピッチ・プロペラ1軸を駆動する。
洋上移送
補給ステーションとしては、ドライカーゴ用のものを左舷に3か所、右舷に2か所設定している。また、給油に対応したステーションが両舷に1か所ずつ設定されているほか、右舷側には受油口も設けられている。
この他にも、岸壁で貨物の揚降に用いるため、力量5トンのクレーン4基が設置されている。
物資格納
弾薬とドライカーゴのための貨物倉2か所、冷蔵・冷凍食品とドライカーゴのための貨物倉1か所、特殊貨物および予備部品のための貨物倉3か所が設けられている。また、01甲板レベルにも特殊貨物および予備部品のための保管庫1か所が設けられた。
艦内での物資移送に用いるため、力量4トンの貨物用エレベータ4基を備えている。なお、標準的な搭載内容は下記の通りである。
- 貨油（艦艇燃料）3,728キロリットル（23,450バレル、3,242トン）
- 真水200トン（52,800バレル）
- 冷蔵・冷凍食品1,716トン（5,543 m3）
- ドライカーゴ6,675トン（21,181 m3）

## 同型艦
就役艦は海上輸送司令部に配属されており、民間人によって運用が行われるため、武装はない。
| #        | 艦名                                              | 発注            | 起工            | 進水            | 就役            |
| -------- | ------------------------------------------------- | --------------- | --------------- | --------------- | --------------- |
| T-AKE-1  | ルイス・アンド・クラーク USNS Lewis and Clark     | 2001年 10月18日 | 2004年 3月23日  | 2005年 5月21日  | 2006年 6月20日  |
| T-AKE-2  | サカガウィア USNS Sacagawea                       | 2001年 10月18日 | 2004年 9月15日  | 2006年 6月24日  | 2007年 7月27日  |
| T-AKE-3  | アラン・シェパード USNS Alan Shepard              | 2002年 7月16日  | 2006年 2月14日  | 2006年 12月6日  | 2007年 6月26日  |
| T-AKE-4  | リチャード・E・バード USNS Richard E. Byrd        | 2003年 7月18日  | 2006年 7月28日  | 2007年 5月15日  | 2008年 1月8日   |
| T-AKE-5  | ロバート・E・ピアリー USNS Robert E. Peary        | 2004年 1月27日  | 2006年 12月12日 | 2007年 10月27日 | 2008年 6月5日   |
| T-AKE-6  | アメリア・イアハート USNS Amelia Earhart          | 2004年 1月27日  | 2007年 5月30日  | 2008年 4月6日   | 2008年 10月30日 |
| T-AKE-7  | カール・ブラッシアー USNS Carl Brashear           | 2005年 1月11日  | 2007年 11月2日  | 2008年 9月18日  | 2009年 3月4日   |
| T-AKE-8  | ウォリー・シラー USNS Wally Schirra               | 2005年 1月11日  | 2008年 4月14日  | 2009年 3月8日   | 2009年 9月1日   |
| T-AKE-9  | マシュー・ペリー USNS Matthew Perry               | 2006年 1月30日  | 2008年 10月8日  | 2009年 8月16日  | 2010年 2月24日  |
| T-AKE-10 | チャールズ・ドリュー USNS Charles Drew            | 2008年 1月31日  | 2009年 3月17日  | 2010年 2月27日  | 2010年 7月14日  |
| T-AKE-11 | ワシントン・チャンバース USNS Washington Chambers | 2008年 12月12日 | 2009年 8月25日  | 2010年 9月11日  | 2011年 2月23日  |
| T-AKE-12 | ウィリアム・マクリーン USNS William McLean        | 2008年 12月12日 | 2010年 3月26日  | 2011年 4月26日  | 2011年 9月28日  |
| T-AKE-13 | メドガー・エヴァース USNS Medgar Evers            |                 | 2010年 10月26日 | 2011年 10月29日 | 2012年 4月24日  |
| T-AKE-14 | セザール・チャベス USNS Cesar Chavez              | 2010年 2月26日  | 2011年 5月9日   | 2012年 5月5日   | 2012年 10月24日 |